# 布魯錦葉蘚
布魯錦葉蘚（学名：Dicranoloma blumii）为曲尾蘚科錦葉蘚屬下的一个种。

## 扩展阅读
- 維基物種上的相關：布魯錦葉蘚